# ماخوشپولیانا
ماخوشپولیانا (به لاتین: Makhoshepolyana) یک منطقهٔ مسکونی در روسیه است که در آدیغیه واقع شده‌است.